# گاندیدهام
گاندیدهام (به انگلیسی: Gandhidham) یک منطقهٔ مسکونی در هند است که در Gandhidham Taluka واقع شده‌است. گاندیدهام ۲۴۸٬۷۰۵ نفر جمعیت دارد و ۲۷ متر بالاتر از سطح دریا واقع شده‌است.